# Liste der brasilianischen Botschafter in Deutschland

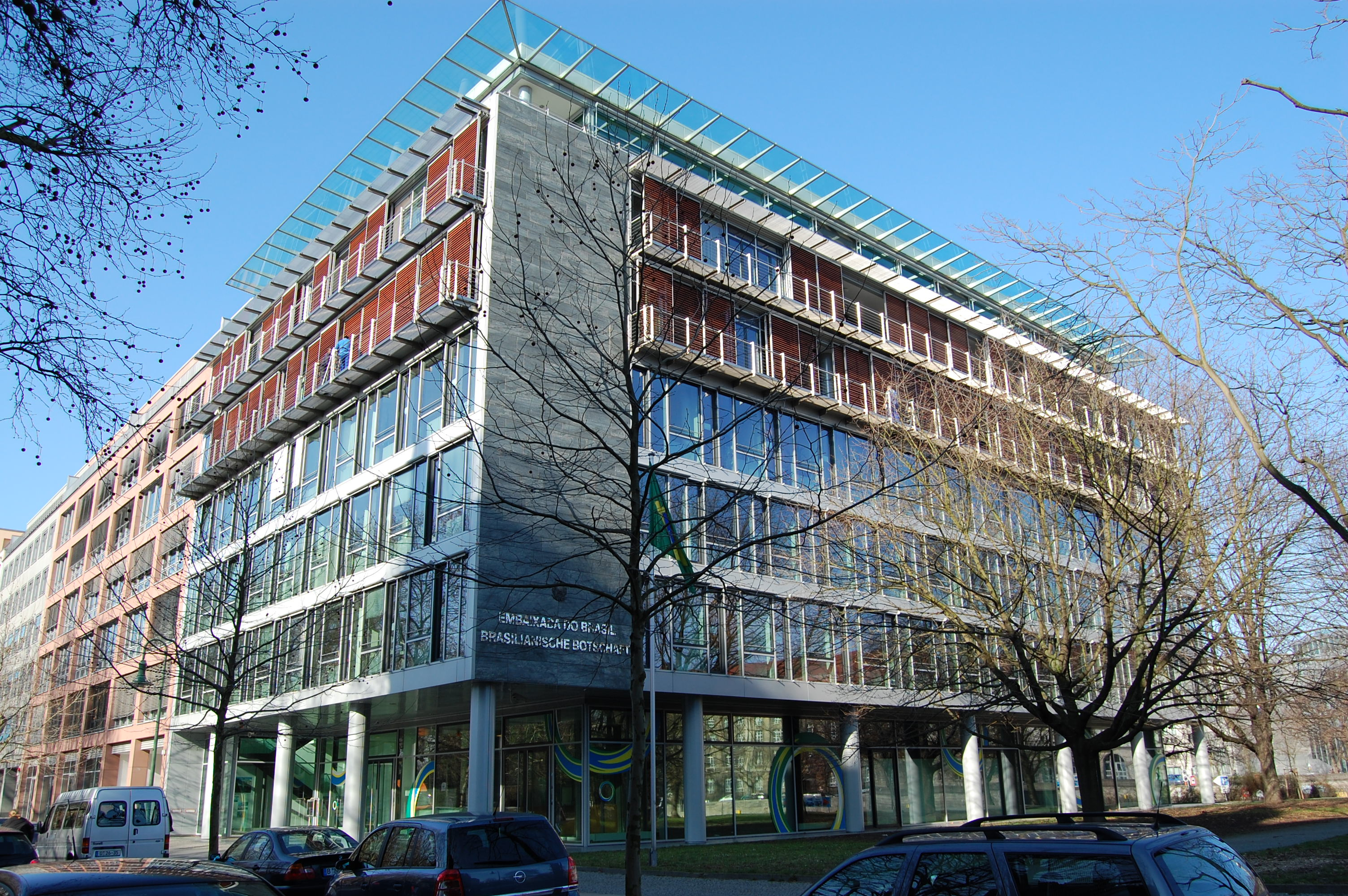
Brasilianische Botschaft, seit 1999, gegenüber dem Bärenzwinger des Köllnischer Park im Bezirk Mitte, nach Plänen von Pysall, Stahrenberg & Partner

Dies ist die Liste der brasilianischen diplomatischen Vertreter in Deutschland. Der brasilianische Botschafter in Deutschland residiert in der brasilianischen Botschaft in der Wallstraße 57 gegenüber dem Märkischen Museum in Berlin.
1846 residierte der brasilianische Gesandte Marquês de Abrantes in einem Mietshaus Unter den Linden 78. Von 1928 bis 1932 war der Botschaftssitz Tiergartenstraße 4a: 1750 entstand auf dem Grundstück Tiergartenstraße 4 ein eingeschossiges Nebengebäude für die Villa des Heinrich von Kleist in der Tiergartenstraße 4a, Ecke Mattäikirchestraße. 1910 erwarb Georg Liebermann das Wohnhaus von den Erben von Valentin Weisbach, als er 1927 starb, erbten das Haus sein Sohn Hans Liebermann und seine Tochter Eva Köbner.
Von 1933 bis 1938 war der Gesandtschaftssitz Tiergartenstraße 25, eine vormalige Adresse von Joseph von Eichendorff.
Von 1938 bis 1942 entstand hier nach Plänen von Ludwig Moshamer die japanische Botschaft.
Von 1938 bis 1942 war der Botschaftssitz in der Koenigsallee 16.
Ab 1950 war die Botschaft am Regierungssitz Bonn ansässig, von 1975 bis 1999 an der Kennedyallee 74 im Stadtbezirk Bad Godesberg.

## Missionschefs

### Gesandte im Deutschen Reich
| Ernannt / Akkreditiert | Name                                             | Bemerkungen | ernannt von                        | akkreditiert bei    | Posten verlassen |
| ---------------------- | ------------------------------------------------ | --- | ---------------------------------- | ------------------- | ---------------- |
| 1868                   | César Sauvan Jaurú                               | Gesandter in Preußen, ab 1869 im Norddeutschen Bund, ab 1871 im Deutschen Reich                                                                                     | Peter II.                          | Wilhelm I.          | 1891             |
| 11. Jan. 1890          | Gabriel de Toledo Piza                           | (26. September 1851; † 1. Juni 1925 in Paris), erster Gesandter der Republik Brasilien in Deutschland; später Botschafter in Paris                                  | Manuel Deodoro da Fonseca          | Wilhelm II.         | 1897             |
| 1892                   | Marcos António de Araújo Abreu                   | segundo Barão de Itajubá (* 8. Februar 1842 in Hamburg; † 3. November 1897 in Berlin), Sohn von Ida von Hildebrandt und Marcos Antonio de Araujo                    | Floriano Peixoto                   | Wilhelm II.         | 1897             |
| 10. Jan. 1898          | Cyro de Azevedo                                  | (16. April 1858; † 16. Januar 1927 in Rio de Janeiro) 1895 bis 1898 und nach 1905 Gesandter in Wien.                                                                | Manuel Ferraz de Campos Sales      | Wilhelm II.         | 1901             |
| 30. Dez. 1900          | José Maria da Silva Paranhos Rio Branco          | (* 1845; † 1912), 1902 bis 1912 brasilianischer Außenminister | Manuel Ferraz de Campos Sales      | Wilhelm II.         | 1903             |
| 30. Apr. 1903          | José Pereira da Costa Motta                      | (; † 1927) | Francisco de Paula Rodrigues Alves | Wilhelm II.         | 1908             |
| 25. Mai 1908           | Brasílio Itiberê da Cunha                        | außerordentlicher Gesandter und Ministre plénipotentiaire | Afonso Augusto Moreira Pena        | Wilhelm II.         | 11. Aug. 1913    |
| 1913                   | Hippolyto Alves d’Araujo                         | Geschäftsträger | Hermes Rodrigues da Fonseca        | Wilhelm II.         | 1914             |
| 13. Jan. 1914          | Oscar de Teffé von Hoonholtz                     | (* 1870; † 1966) 1913/14 Gesandter in Lissabon, 1923–1931 Botschafter in Rom.                                                                                       | Venceslau Brás Pereira Gomes       | Wilhelm II.         | 13. Aug. 1916    |
| 14. Aug. 1916          | Silvino Gurgel do Amaral                         | | Venceslau Brás Pereira Gomes       | Wilhelm II.         | 11. Apr. 1917    |
| 12. Apr. 1917          | Brasilien erklärte dem Deutschen Reich den Krieg | | Venceslau Brás Pereira Gomes       | Wilhelm II.         | 14. Juni 1920    |
| 1920                   | Adalberto Guerra-Durval                          | (* 1872; † 1947) Geschäftsträger 1933–1935 Botschafter in Lissabon, 1935–1939 in Rom.                                                                               | Epitácio da Silva Pessoa           | Friedrich Ebert     | 1926             |
| 1925                   | Lourival de Guillobel                            | Geschäftsträger | Artur da Silva Bernardes           |                     | 1926             |
| 15. Juni 1926          | Adalberto Guerra Duval                           | außerordentlicher Gesandter und Ministre plénipotentiaire | Washington Luís Pereira de Sousa   | Paul von Hindenburg | 1. Sep. 1933     |
| 1933                   | Adriano de Souza Quartin                         | Geschäftsträger | Getúlio Dornelles Vargas           |                     | 1936             |
| 7. Okt. 1933           | Artur Guimarães Araújo Jorge                     | (* 29. September 1884; † 27. Februar 1977) 1925/27 Gesandter in La Paz, 1927–1929 in Havanna, 1929–1931 in Asunción, 1931–1933 in Montevideo, 1936–1943 in Lissabon | Getúlio Dornelles Vargas           | Paul von Hindenburg | 7. März 1935     |
| 20. Dez. 1935          | José Joaquim de Lima e Silva Moniz de Aragão     | außerordentlicher Gesandter und Ministre plénipotentiaire | Getúlio Dornelles Vargas           |                     | 22. Mai 1936     |
| 23. Mai 1936           | José Joaquim de Lima e Silva Moniz de Aragão     | (* 1887; † 1974) | Getúlio Dornelles Vargas           | Adolf Hitler        | 21. Okt. 1938    |
| 1939                   | Themistocles da Graça Aranha                     | Geschäftsträger | Getúlio Dornelles Vargas           |                     |                  |
| 26. Aug. 1939          | Ciro de Freitas Vale                             | [ 2 ] | Getúlio Dornelles Vargas           | Adolf Hitler        | 28. Jan. 1942    |
| 21. Aug. 1942          |                                                  | Die Regierung von Getúlio Dornelles Vargas erklärte den Regierungen der Achsenmächte den Krieg, Schutzmacht in Berlin ist Portugal.                                 |                                    |                     |                  |

### Botschafter in der Bundesrepublik Deutschland
| Ernannt/Akkreditiert | Name                                 | Bemerkungen | ernannt von               | akkreditiert bei       | Posten verlassen |
| -------------------- | ------------------------------------ | --- | ------------------------- | ---------------------- | ---------------- |
| 1. März 1950         | Mário de Pimentel Brandão            | Botschafter | Eurico Gaspar Dutra       | Theodor Heuss          | 10. Apr. 1951    |
| 1951                 | Roberto Jorge dos Guimarães Bastos   | Geschäftsträger | Getúlio Dornelles Vargas  |                        |                  |
| 8. Nov. 1951         | Luiz Pereira Ferreira de Faro Júnior | Botschafter | Getúlio Dornelles Vargas  | Theodor Heuss          | 27. Apr. 1955    |
| 1955                 | Manoel Pio Corrêa Junior             | Geschäftsträger | Nereu Ramos               |                        |                  |
| 20. Sep. 1955        | Abelardo Bueno do Prado              | Botschafter | Nereu Ramos               | Theodor Heuss          | 8. Jan. 1961     |
| 1961                 | Arnaldo Vasconcellos                 | Geschäftsträger | Jânio Quadros             |                        |                  |
| 1961                 | Frederico Meira de Vasconcellos      | Geschäftsträger | Jânio Quadros             |                        |                  |
| 1961                 | Cláudio Garcia de Souza              | Geschäftsträger | Jânio Quadros             |                        |                  |
| 22. Jan. 1962        | Carlos Sylvestre de Ouro Preto       | Botschafter | Jânio Quadros             | Heinrich Lübke         | 1966             |
| 1966                 | Oscar Sotto Lorenzo Fernandes        | Geschäftsträger | Humberto Castelo Branco   |                        |                  |
| 2. Juli 1966         | Fernando Ramos de Alencar            | Botschafter | Humberto Castelo Branco   | Heinrich Lübke         | 22. Nov. 1969    |
| 1969                 | Paulo Nogueira Baptista              | Geschäftsträger | Aurélio de Lira Tavares   |                        | 1970             |
| 2. Feb. 1970         | Sérgio Armando Frazão                | Botschafter | Aurélio de Lira Tavares   | Gustav Heinemann       | 17. Mai 1971     |
| 1971                 | Paulo Nogueira Baptista              | Geschäftsträger | Aurélio de Lira Tavares   |                        |                  |
| 2. Sep. 1971         | João Baptista Pinheiro               | Botschafter | Aurélio de Lira Tavares   | Gustav Heinemann       | 20. Apr. 1973    |
| 1973                 | Egberto da Silva Mafra               | Botschafter | Aurélio de Lira Tavares   | Gustav Heinemann       | 30. Nov. 1975    |
| 1. Juli 1975         | Antônio Carlos Diniz de Andrada      | Geschäftsträger | Ernesto Geisel            |                        | 10. Aug. 1975    |
| 23. Sep. 1975        | Adriano Benayon do Amaral            | Geschäftsträger | Ernesto Geisel            |                        | 28. Sep. 1975    |
| 29. Sep. 1975        | Antônio Carlos Diniz de Andrada      | Geschäftsträger | Ernesto Geisel            |                        | 10. Aug. 1975    |
| 13. Nov. 1975        | Antônio Carlos Diniz de Andrada      | Geschäftsträger | Ernesto Geisel            |                        | 28. Nov. 1975    |
| 7. Okt. 1977         | Jorge de Carvalho e Silva            | [ 4 ] | Ernesto Geisel            | Walter Scheel          | 1986             |
| 27. Juni 1989        | João Carlos Pessoa Fragoso           | Mensagem Senado Federal (MSF) 114 de 1989                                                                                         | José Sarney               | Richard von Weizsäcker |                  |
| 30. Apr. 1992        | Francisco Thompson Flores Netto      | MSF 154 de 1992 | Itamar Franco             | Richard von Weizsäcker |                  |
| 22. Juni 1995        | Roberto Abdenur                      | MSF 170 de 1995 ernannt 5. Mai 1995                                                                                               | Fernando Henrique Cardoso | Roman Herzog           |                  |
| 17. Okt. 2001        | José Artur Denot Medeiros            | MSF 213 de 2001 ernannt 14. November 2001 (* 23. September 1943 in Rio de Janeiro) Sohn von Elza Denot Medeiros und José Medeiros | Fernando Henrique Cardoso | Johannes Rau           | 30. Sep. 2005    |
| 28. Juni 2005        | Luiz Felipe de Seixas Corrêa         | MSF 154 de 2005 ernannt 5. Juli 2005                                                                                              | Luiz Inácio Lula da Silva | Horst Köhler           |                  |
| 4. März 2009         | Everton Vieira Vargas                | MSF 205 de 2008 ernannt 10. März 2009                                                                                             | Luiz Inácio Lula da Silva | Horst Köhler           |                  |
| 18. Dez. 2012        | Maria Luiza Ribeiro Viotti           | (* 27. März 1954 in Belo Horizonte), MSF 99 de 2012 ernannt: 16. Januar 2013 akkreditiert: 18. Juli 2013                          | Dilma Rousseff            | Joachim Gauck          | 8. Nov. 2016     |
| 8. Nov. 2016         | Mário Vilalva                        | (* 1953 in Rio de Janeiro), akkreditiert:8. November 2016                                                                         | Michel Temer              | Joachim Gauck          |                  |

## Gesandte in deutschen Staaten vor 1871

### Gesandte bei den Hansestädten
1827: Aufnahme diplomatischer Beziehungen
- 1833–1836: Antonio Menezes Vasconcellos de Drummond (1794–1865)
- 1839–1868: Marcos Antônio de Araújo (1805–1884) bis 1849 Gt
- 1868–1917: Resident in Berlin

1917: Schließung der Gesandtschaft

### Gesandte in Preußen
| Ernannt/Akkreditiert | Name                                     | Bemerkungen | ernannt von | akkreditiert bei       | Posten verlassen |
| -------------------- | ---------------------------------------- | --- | ----------- | ---------------------- | ---------------- |
| 1829                 | Joäo Antonio Pereira da Cunha            | Padre João António da Cunha                                                                                                  | Peter IV.   | Friedrich Wilhelm III. | 1830             |
| 1830                 | Manuel de Assis Mascarenhas              | (* 1806) | Peter IV.   | Friedrich Wilhelm III. | 1831             |
| 1831                 | Antonio Menezes Vasconcellos de Drummond | (* 1794; † 1865) | Peter II.   | Friedrich Wilhelm III. | 1833             |
| 1833                 |                                          | vakant | Peter II.   | Friedrich Wilhelm III. | 1845             |
| 1845                 | Miguel Calmon du Pin e Almeida           | (1796; † 1865) Marquês de Abrantes, Minister der Industrie und der Öffentlichen Arbeiten                                     | Peter II.   | Friedrich Wilhelm IV.  | 1846             |
| 1847                 | Pedro Carvalho de Moraes                 | | Peter II.   | Friedrich Wilhelm IV.  | 1848             |
| 1848                 | Paulo Barbosa da Silva                   | Brigadegeneral, zugleich in Sankt Petersburg akkreditiert dort auch Dienstsitz.                                              | Peter II.   | Friedrich Wilhelm IV.  | 1850             |
| 1851                 | Marcos Antonio de Araújo                 | Visconde de Itajubá, Barão de Itajubá (* 18. Juni 1818; † 1884), brasilianischer Geschäftsträger bei der Hansestadt Hamburg. | Peter II.   | Friedrich Wilhelm IV.  | 1868             |
| 1868                 | César Sauvan Jaurú                       | ab 1871 Gesandter im Deutschen Reich (siehe oben)                                                                            | Peter II.   | Wilhelm I.             | 1891             |